# Pavel Aleksandrovič Florenskij
(Pavel Aleksandrovič Florenskij, Non dimenticatemi, 1935)
Pavel Aleksandrovič Florenskij (in russo Па́вел Алекса́ндрович Флоре́нский?; Evlach, 9 gennaio 1882 – Leningrado, 8 dicembre 1937) è stato un filosofo, matematico e presbitero russo.
A partire dal 1991, in seguito all'apertura degli archivi del KGB, l'editoria, la critica e la ricerca hanno riscoperto il suo contributo alla letteratura e alla filosofia contemporanea, evidenziandone la vasta gamma di implicazioni, che si muovono dal campo strettamente teologico alla filosofia della scienza. Irriducibile, difficilmente etichettabile sotto una disciplina e un pensiero sistematico e preconcetto, si deve all'editoria italiana la sua prima traduzione mondiale (La colonna e il fondamento della Verità, 1974) grazie a Elémire Zolla e Pietro Modesto. Padre del geologo e astronomo Kirill Pavlovič Florenskij, morì fucilato per ordine del regime sovietico l'8 dicembre 1937.

## Biografia

### Dall'Azerbaigian all'Università di Mosca
(Pavel Aleksandrovič Florenskij, La colonna e il fondamento della Verità, 1914)

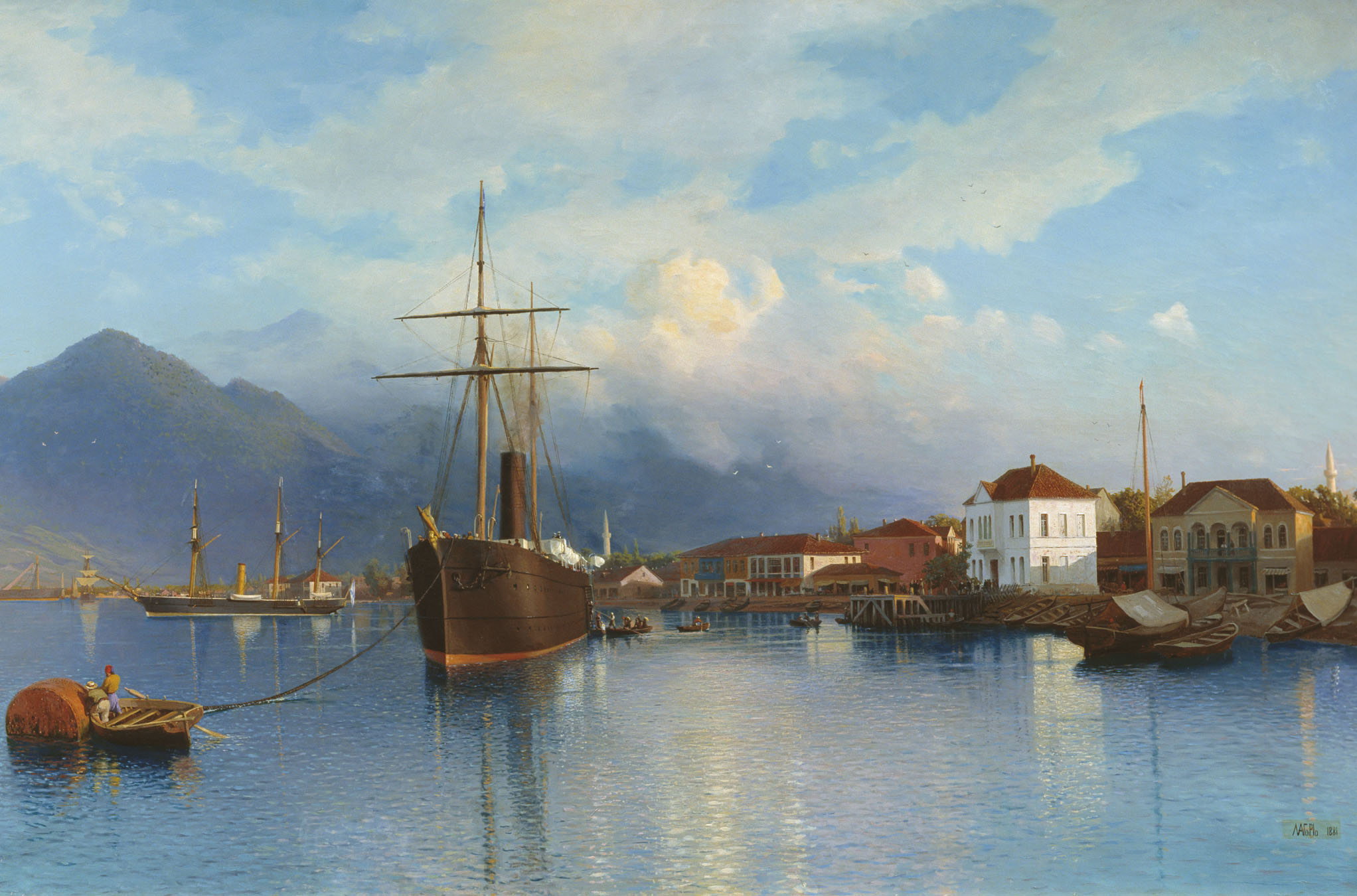
Il porto di Batumi (Georgia)

Florenskij nasce presso Yevlax, località nel governatorato di Elizavetpol' del distretto di Dževanšar, entro i confini dell'attuale Azerbaigian, il 9 (21) gennaio 1882. Florenskij è primogenito tra i fratelli e le sorelle Julija, Elizaveta, Aleksandr, Ol'ga, Raisa, Andrej. L'autunno successivo, al seguito della famiglia (il padre, Aleksandr Ivanovič, ingegnere, lavora alla strada militare Batumi-Achalcych, tratta locale della ferrovia transcaucasica; la madre Ol'ga Pavlovna Saparova, è discendente di una nobile e colta famiglia armena) si trasferisce a Tbilisi, dove porta a compimento la formazione primaria e gli studi ginnasiali. La famiglia Florenskij abiterà a lungo in Georgia, dalla quale il giovane Pavel si allontanerà solo al compimento dei 18 anni, per poi raggiungere l'Università di Mosca.
Nel 1892 si prepara all'inizio degli studi secondari nel ginnasio di Tiflis.

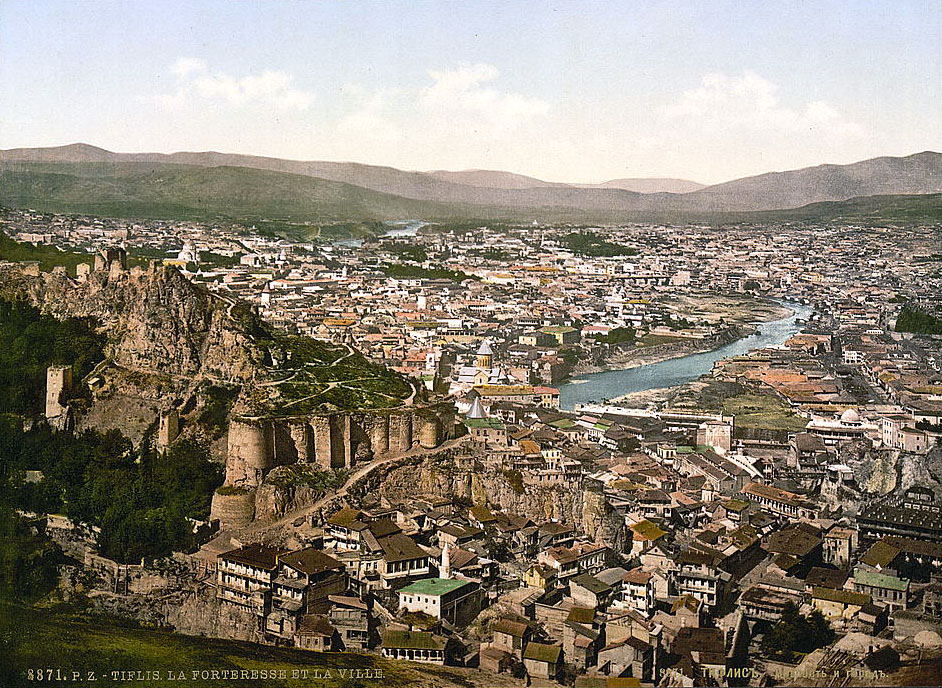
Una veduta di Tiflis (1890 circa, cartolina)

Questi sono anche gli anni dei primi viaggi, dei primi contatti con l'Oriente sterminato e con le città occidentali. Nel 1899 ha la prima crisi spirituale, sulla quale influì, tra le altre cose, anche la lettura de La confessione di Lev Tolstoj. Florenskij ne coglierà la provocazione andando però oltre il punto di arrivo tolstojano e approdando ad una vera e propria seconda nascita, la sua conversione al cristianesimo.
La rivista Niva portava avanti, dal marzo di quell'anno, la pubblicazione di Resurrezione, alla quale Tolstoj continuava a lavorare. Terminava pochi mesi prima lo scritto Cos'è l'arte?, intrapreso attraverso molteplici ripensamenti nella primavera del 1889. Florenskij scrive al vecchio Tolstoj una lettera severa e appassionata, che con molte probabilità non gli verrà mai recapitata.
A Mosca, oltre a compiere i propri studi presso la Facoltà di Matematica, subendo attivamente l'influenza di N.V. Bugaev (1837–1903), il giovane Florenskij segue inoltre i seminari di filosofia antica di N.S. Trubeckoj e L.M. Lopatin, recandosi alla facoltà di Storia e Filosofia. Il 1903 è l'anno segnato dalla morte di un maestro in matematica, ed è anche l'anno in cui Florenskij stringe una rilevante amicizia con il poeta Andrej Belyj: Andrej si laurea durante quei mesi, Pavel lo segue in quel risultato durante l'anno successivo, nel 1904, con una tesi sintomatica dei suoi interessi scientifici e delle sue sensibilità filosofiche: Sulle caratteristiche delle curve piane come luoghi di violazione del principio di discontinuità (Ob osobennostjach ploskich krivych kak mestach narusenij preryvnosti ich nepreryvnosti).
N.V. Bugaev veniva considerato come uno dei maggiori matematici russi di fine secolo, presidente della Società Matematica di Mosca, fondatore dell'aritmetologia come teoria delle funzioni discontinue: alla sua morte, sarà Pavel Florenskij a venire incaricato della riorganizzazione della biblioteca.

### L'iscrizione alla Facoltà di Teologia, Anna e il sacerdozio
(Pavel Aleksandrovič Florenskij, Ikonostas, 1921-1922)

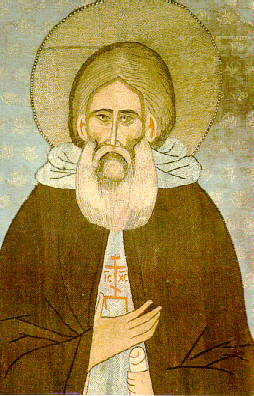
Sergio di Radonež

Nel 1904 il filosofo russo matura la scelta di iscriversi alla Facoltà Teologica, nei pressi del monastero della Trinità di San Sergio a Sergiev Posad. Vi passa anni intensi, dedicati interamente agli studi di storia della filosofia, di biblistica, di teologia fondamentale, di mistica, logica simbolica, di lingua ebraica. Tempi comunque segnati dalla passione per la matematica e la scienza in genere, come sarà sino alla fine, per una scienza integrata nelle fondamenta di un pensiero che ormai inizia a prendere corpo.
Milita con Vladimir Ėrn nella Fraternità Cristiana di Lotta, fondata nel 1905 e scomparsa due anni più tardi, episodio fugace nel mondo della cultura russa dei primi anni del secolo.
(Pavel Aleksandrovič Florenskij, Sul misticismo di M.M. Speranskij, 1906)
Nel 1906, contro una condanna a morte, pronuncia in Accademia il sermone Il grido del sangue: gli costerà già tre primi mesi di reclusione, poi commutati in grazia. Scrive poesie, alcuni articoli per il Bogoslovskij vestnik (Il Messaggero Teologico) e nel 1908, anno della morte del padre, consegue la Licenza in Teologia. Il 23 settembre è invitato a ricoprire la cattedra di Storia della Filosofia.
Il 25 agosto 1910 sposa Anna Michaijlovna Giacintova, dalla quale nel 1911 avrà il primo figlio. Il 24 aprile 1911 viene solennemente ordinato sacerdote della Chiesa ortodossa. Il 5 aprile 1912 consegna la sua tesi di dottorato per il conseguimento del Dottorato e del titolo di Magister in Teologia, Sulla verità spirituale. Florenskij è oramai un affermato storico alla cattedra di docenza straordinaria.
Dal 1912 svolge attività pastorale presso la chiesa dedicata a Maria Maddalena, a Sergiev Posad (dove nel 1300 affluirono i monaci attirati dalla figura di Sergio di Radonež). Come testimoniano alcuni appunti sparsi, scritti il 10 settembre 1916, la chiesa stessa nella quale svolgeva le sue funzioni era rivolta non verso Oriente, ma verso Occidente. Florenskij pare leggervi un segno del suo interesse per il paganesimo e per l'antichità, scoprendovi oltre al significato simbolico una incessante contemplazione della bellezza davanti al tramonto e alla Lavra.
In quei mesi gli viene assegnata la direzione del Messaggero Teologico, col quale già collaborava: manterrà l'incarico fino al 1917. Nel frattempo lavora a La colonna e il fondamento della Verità, l'ultima variante al testo definitivo risulta apportata il 19 maggio 1914, considerato vera e propria summa del pensiero religioso russo non solo contemporaneo.
Tra il 1912 e il 1913 tiene un ciclo di lezioni e conferenze presso l'Accademia Teologica Moscovita: le sue parole sono tracciate attraverso l'alternarsi di intuizioni filosofiche, logiche, ontologiche, estetiche, mistiche. Ormai è emersa pienamente, in Florenskij, l'esigenza di un realismo e di un idealismo concreto, in contrasto con l'idealismo trascendentale, che arrivi a scrutare in ogni fenomeno il simbolo della realtà. Lo stile della sua produzione, impressionista e dalla tonalità talvolta rapsodica, è un dato caratteristico del suo pensiero nomade, del pensiero che travalica le culture, le lingue, le epoche, le società. Un pensiero dove quella stessa cultura appare come una decisiva germinazione del culto. Negli anni che precedono la Rivoluzione d’ottobre, frequenta il circolo simbolista moscovita e la Società Filosofico-Religiosa della città. Interviene nel dibattito sulle avanguardie in riviste di teologia, filosofia, arte. Conosce personalmente Nikolaj Berdjaev, Sergej Bulgakov, E.N. Trubekoj. Dice di lui Rozanov in una nota del 1914: "Ciò che in lui mi attira di più è la sottile percezione dell'altro, la sua grande indulgenza verso gli uomini e verso tutto, il grande interesse per gli uomini e per le cose"

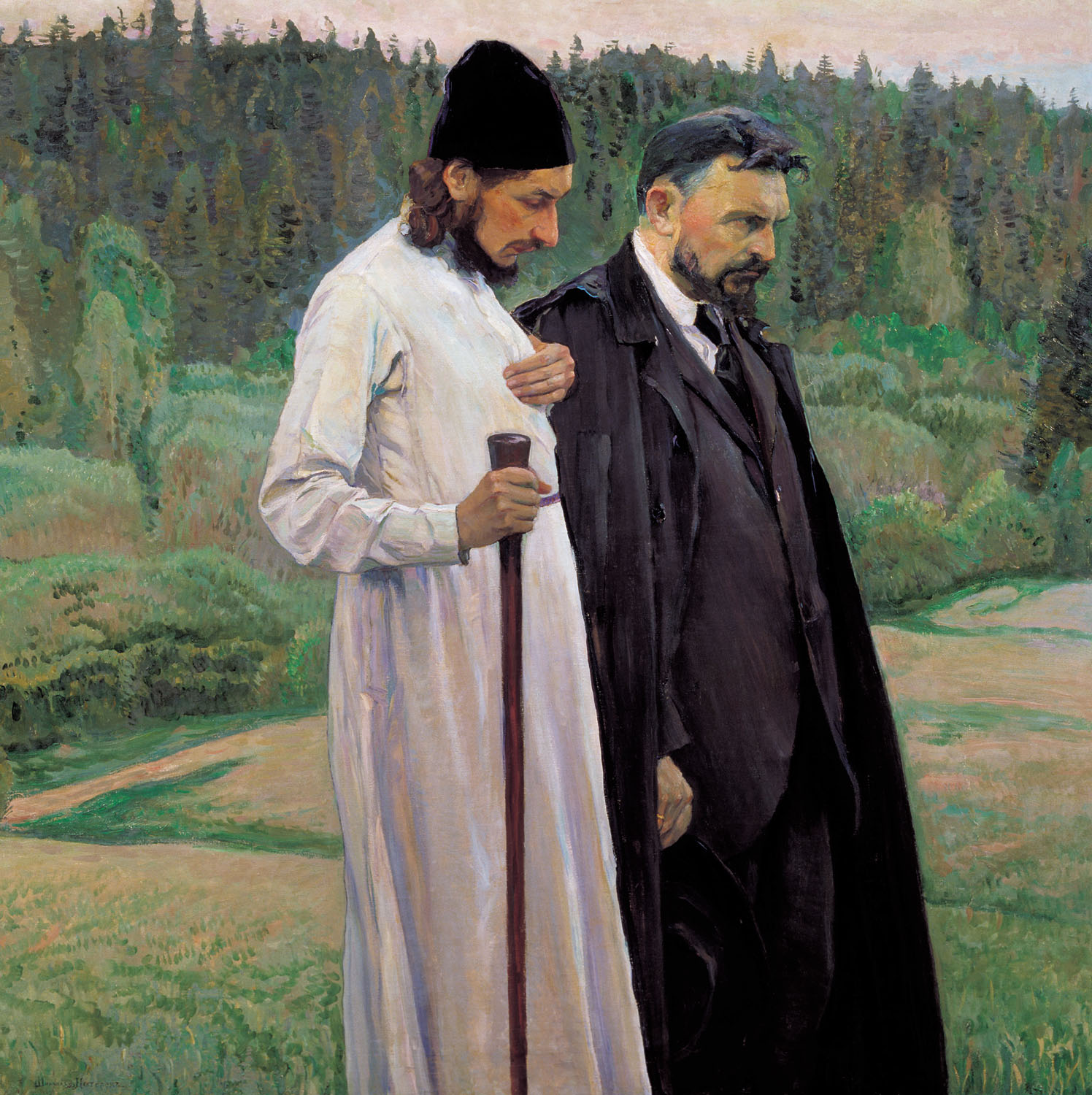
M. Nesterov, Filosofi (Florenskij e Bulgakov), 1917

Tra il 1918 e il 1922 (anno in cui l'amico filosofo e teologo Sergej Nikolaevič Bulgakov accetta la scelta dell'esilio parigino) tiene alcuni cicli di conferenze all'Accademia libera di cultura spirituale fondata dallo stesso Berdjaev. Nel 1921 è scelto come professore del Vchutemas, alla cattedra di Analisi della spazialità nell'opera d'arte. Crea questa nuova disciplina utilizzando dati della matematica, della fisica, della psicologia e dell'estetica. Le lezioni di quegli anni di insegnamento e di studio, tra il 1921 e il 1924, caratterizzati in prima istanza anche dal lavoro al saggio sull'icona Ikonostas, andranno custodite nell'archivio di famiglia. Sulla base di quegli appunti nel 1925 elabora il trattato Analisi della spazialità e del tempo nelle opere d'arte figurativa. Le lezioni rinvenute e stampate si basano invece su due versioni: quella di una studentessa, Verefkina-Strogina, della quale sembra non si abbia notizia, e che Kirill Pavlovič, il secondo figlio, nato nel 1915 prima di Ol'ga, sia riuscito ad annotare semplicemente il suo nome sulla copia; quella dattiloscritta di Sofija Ogneva che, col marito Ivan F. Ognev, professore emerito all'Università di Mosca, aveva vissuto dal 1919 a Sergiev Posad. La coppia era legata da rapporti di amicizia con la famiglia Florenskij, la stessa Ogneva aiutò Pavel a preparare diversi lavori per la stampa. Il trattato del 1925 le era stato dettato paragrafo per paragrafo, per poi essere rivisto e corretto per mano dello stesso Florenskij.
Dal 1921 lavora anche all'interno del laboratorio di ricerca della Glavèlektro, l'Amministrazione Centrale per l'Elettrificazione della Russia. Pubblica alcuni studi sulla tecnica, brevetta alcune invenzioni, viene impiegato dalla Goelro, l'Istituto Elettrotecnico di Stato. Dal 1927 al 1933 dirige il progetto dell'Enciclopedia Tecnica: si reca più volte nel Caucaso per ricerche scientifiche e di mineralogia, nel 1925 e dopo l'arresto, nel 1931.

### Le ultime lezioni all'Accademia teologica di Mosca
Contestualmente all’attività che svolge presso i VChUTEMAS, i laboratori tecnico-artistici di Stato a Mosca, tra il mese di agosto e il mese di novembre del 1921 Florenskij tiene un ciclo di lezioni nell’ambito dei corsi dell’Accademia teologica della stessa città. Quei suoi incontri con gli studenti si rivelano al culmine del suo percorso pedagogico e di ricerca filosofica: le lezioni avevano come intento l’elaborazione di una collocazione storico-culturale e orientata alla rifondazione di una concezione cristiana ed ecclesiale del mondo. Il processo di nazionalizzazione della lavra di San Sergio giunge in quei mesi a compimento. Nel maggio del 1920 la cattedrale della Santissima Trinità era già stata chiusa al culto. Il professore tiene quel temerario ciclo di lezioni autunnali presso il monastero Petrovskij. Dall’aprile del 1920, la lavra stessa era stata trasformata in un museo per effetto del relativo decreto governativo firmato da Lenin, mentre i monaci erano stati trasferiti presso l’eremo di Getsemani.
L’11 novembre 1921, occupandosi in particolare del rapporto tra scienza e filosofia, Florenskij sostiene che «il sistema di pensiero viene determinato dallo scopo della nostra vita». Questa constatazione è stata messa in risalto dalla lettura del teologo Vito Mancuso nel libro Io e Dio:
Se il nostro pensiero viene determinato dallo scopo per cui viviamo, a sua volta lo scopo per cui viviamo come si determina? Da dove viene, se viene prima del pensiero? Vi è una più originaria dimensione della vita attestata dal sentimento, di cui la ragione è al servizio. C’è una musica, un colore, un gusto della vita, che viene prima del pensare e che determina il pensare. Quando in qualcuno nasce la fede in Dio o nel divino, è perché con il cuore percepisce che la sua vita è immersa in qualcosa di più grande di sé, e questa sua percezione lo rende differente da chi riconduce tutto a sé facendo unicamente di sé lo scopo per cui vive generando un sistema di pensiero che accetta solo quello che capisce e può dominare.

### La tragica fine
(Pavel Aleksandrovič Florenskij, Non dimenticatemi, 1933-1937, Mondadori 2000, p.156)

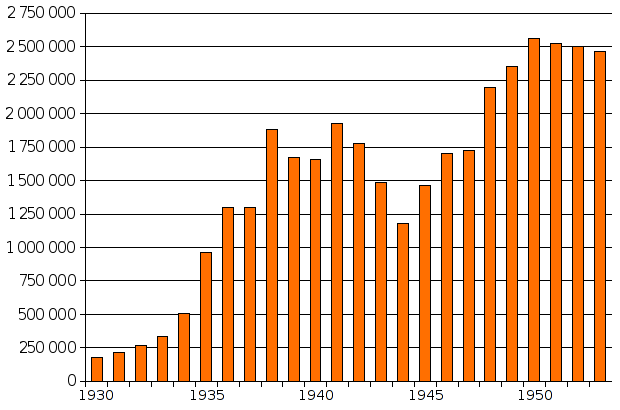
L'evoluzione del numero dei detenuti nel Gulag (1930-1953)

Il 26 febbraio 1933 Florenskij viene condotto agli arresti, condannato a dieci anni di gulag e più tardi trasferito in un campo di prigionia presso le isole Solovki, nel Mar Bianco. Qui, al posto di un antico monastero, era stato eretto il primo campo di detenzione e "rieducazione" comunista. Continua a portare avanti le ricerche di sempre, provato ma instancabile, come quelle sul gelo perpetuo o sull'estrazione dello iodio. Realizza alcune scoperte scientifiche, come quella identificata nella produzione di un liquido anticongelante. Continua a scrivere, due o tre volte al mese secondo i permessi, lettere appassionate e struggenti ai familiari, alla moglie, alla madre e ai figli. Tra i suoi maggiori interpreti, Natalino Valentini pone in primo piano la categoria ermeneutica del martirio nella rilettura del pensiero florenskijano.
Pavel Nikolaevič Evdokimov riteneva che Florenskij come il compositore russo Aleksandr Nikolaevič Skrjabin (1871-1915), il quale predicava la sua sinfonia Mistero come ciò che avrebbe letteralmente cambiato attraverso la sua esecuzione la stessa faccia della terra, annunciando un cataclisma universale come portatore di una elevazione spirituale dell'umanità, si consacrasse alla ricerca di suoni capaci di uccidere e capaci ancora di risuscitare. Questa opinione, peraltro, contrasta con il giudizio di Florenskij sulla musica di Skrjabin e di Čajkovskij, assai negativo, quale risulta da una delle lettere dell'epistolario "Non dimenticatemi".
Il giudizio è netto: il primo ricorre all'artificio per stregare l'ascoltatore, il secondo ricorre all'eloquenza e alla malinconia. Ad entrambi Florenskij rimprovera una tendenza contraria alla vita ed al suo senso profondo. Al di là del merito del giudizio artistico, la lettera mette in questione il giudizio di Evdokimov citato. Inoltre il senso panico (nel senso etimologico) della vita, il ripetere che nulla si perde, nel bene e nel male, e che tutto ci appartiene, perché l'umanità è un tutto, nonché l'attenzione estrema, tenuta vigile fino all'estremo delle forze, per il fare, come contributo alla vita, perché non si spenga, sono espressioni di uno spirito sublime, dedicato al rispetto della natura, dello spirito, dell'uomo. 

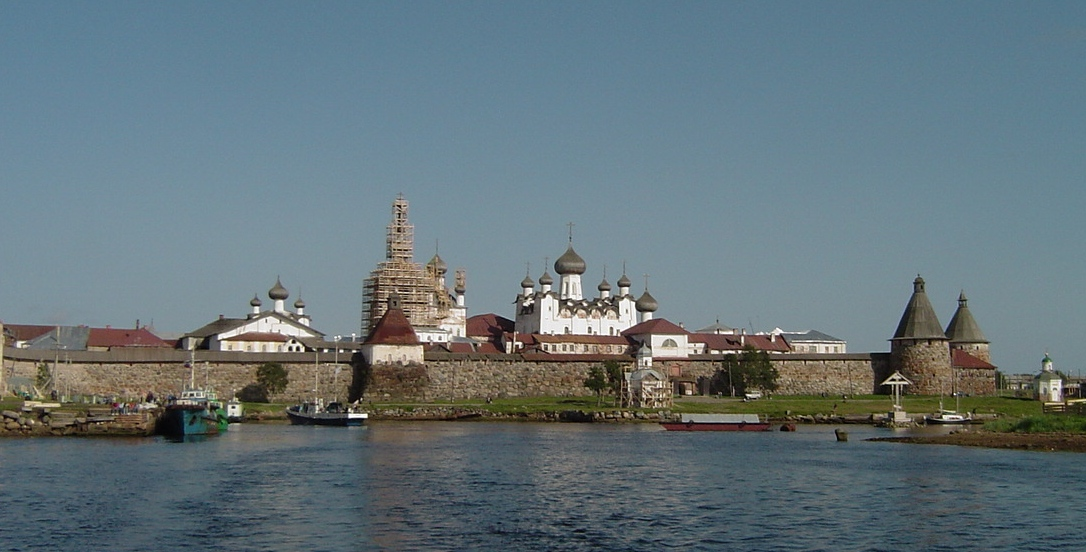
Il monastero delle Isole Solovki nel 2004.

Il filosofo del simbolo e dello sguardo, della discontinuità e del ritmo, viene inghiottito dal totalitarismo: le autorità comunicano la data ufficiale della sua morte, il 15 dicembre  1943, poi rettificata alla stessa famiglia solo agli albori dei primi anni novanta. Passando per la caduta definitiva dell'Unione Sovietica, il fascicolo del KGB relativo al suo caso mostrò lo svolgimento della vicenda: Pavel Alksandrovič Florenskij venne fucilato l'8 dicembre 1937, nei pressi di Leningrado, nello stesso anno in cui il fratello Aleksandr veniva arrestato, condannato a cinque anni di lavori forzati per andare a morire nell'ospedale del lager di Berelech l'anno successivo. Venne fucilato dopo anni di detenzione nel campo delle Solovki, in tempi in cui il numero degli individui sottoposti dal regime a una condizione simile, in luoghi e in modi diversi, raggiungeva la soglia dei due milioni nell'intero territorio dell'Unione Sovietica. Il rinvenimento nel cuore del bosco di Sandormoch, sessant'anni più tardi, di alcune fosse comuni, potrebbe nascondere e celare per sempre le stesse spoglie di Pavel Florenskij. Già emblematica è una delle leggende, poco credibili seppure altamente significative, sorte intorno alla dinamica della sua scomparsa: avendo oltrepassato, immerso nei suoi pensieri, il limite invalicabile della recinzione del lager, sarebbe stato fucilato da una guardia all'istante.
Durante gli ultimi decenni del XX secolo sono circolate voci, poi rivelatesi infondate, circa la glorificazione di Pavel da parte della Chiesa ortodossa russa fuori dalla Russia come santo e martire. Tuttavia l'allora Metropolita Vitalij negò recisamente che alcuna canonizzazione fosse stata operata, né fosse prossima ad operarsi, da parte della ROCOR. Le posizioni teologiche del Metropolita si ponevano su una linea inaugurata nel 1935 in contrasto all'eresia sulla Sofia teorizzata da Bulgakov.

## Il pensiero
(Natalino Valentini, Sull'orlo del visibile pensare, in P.A. Florenskij, La mistica e l'anima russa, 2006)
Il pensiero di Florenskij deve essere necessariamente collocato nel contesto che caratterizza il mondo russo nel passaggio dal XIX secolo al XX secolo. La sua produzione (per avvicendamento, vicinanza o disaffezione) è perfettamente incardinata nel tempo di rinascita spirituale e culturale della Russia, al fiorire dei dibattiti imperanti nei salotti dell'intelligenzia filosofica.Vladimir Sergeevič Solov'ëv è uno dei suoi massimi ispiratori.
Florenskij interviene nella riflessione epocale intorno ai concetti e alle conseguenze del dogmatismo, della dogmatica, dell'ortodossia, proponendosi talvolta secondo i termini di un indiretto dialogo con Lev Tolstoj. La concezione dello spazio e la concezione del tempo (in sintonia con una sensibilità filosofica perfettamente pertinente ai primordi del '900) emergono dalle sue pagine passando attraverso una differenziazione delle spazialità, per una profonda critica mossa senza remore alla geometria euclidea che, per altri versi, riemerge come critica alla concezione prospettica lineare. Sul terreno strettamente filosofico, più che teologico o spirituale, Florenskij inaugura una filosofia del ritmo coinvolta dall'emergere di un pensiero cinematografico, dalla riflessione sul tragico inteso, più tardi, in stretta relazione con la kenosis; una filosofia coinvolta nella definitiva ridefinizione del simbolo quale vetta dell'incontro tra Dio e il mondo, visibile e invisibile, tra cielo e terra. Nel rapporto tra realtà terrena e realtà ultraterrena, il sogno per Florenskij è titolare di un ruolo significativo: favorendo l'acquisizione di una nuova misura dello spazio e del tempo, nell'immaginario, si presenta come una condizione comunemente accessibile che permette il contatto con l'invisibile oltre la stessa realtà terrena.
(Elémire Zolla, La filosofia perenne, 1999)
La filosofia del linguaggio di Florenskij, si muove verso una definizione della parola profetica, che è parola transustanziata e definitivamente svincolata dalla mera chiacchiera. La concezione estetica florenskijana, riflessione dove l'arte diviene rapporto con le quattro coordinate dello spazio (che suggella la distanza della grafica dalla pittura, come del volto dal profilo) si inserisce nel retroterra teologico sotteso dalla riflessione su antropodicea e teodicea. Emerge nelle pagine del filosofo una complessa, completa ed elaborata filosofia dell'icona, che costituisce uno dei passi fondamentali della sua riflessione sullo sguardo, anch'essa a un tempo tipicamente novecentesca, pur sempre figlia dei maestri antichi e del retroterra spirituale della Russia.
Florenskij riflette sulla natura della dialettica, senza stasi, in modi differenti e nell'intero movimento del suo percorso creativo. Il pensiero dialettico si propone come il mezzo (lecito) per penetrare il cuore della realtà. La conoscenza, quale cammino, viene orientata alle radici della concretezza (secondo i termini originali di una metafisica concreta) che attira il pensiero a sé. La dialettica si "incarna" nel pensiero platonico: del resto l'incontro tra ragione e realtà genera meraviglia, base del filosofare di Platone e dei maestri antichi. La risposta che la realtà concede alla ragione che interroga produce allora l'avvitarsi di nuove domande "stupite", e ancora nuove risposte che generano stupore, in un confronto che in ultima istanza mai smette di approfondirsi. Le risposte della realtà, allora, sono i nomi, come sottolinea Florenskij nel suo Amleto (1905): ma i nomi sono l'idea.
(Silvano Tagliagambe, Come leggere Florenskij, 2006)
Secondo alcuni critici non è un caso che queste idee prendano una forma in una concezione complessiva del cristianesimo per la quale "Il cristianesimo non vive di concetti fissi e intangibili, ma si manifesta in un processo evolutivo che non è riducibile ad alcuna delle formule (riti sacramentali, formulazioni dogmatiche, regole canoniche, conformazione temporale dell'ordinamento ecclesiastico) che l'ecclesialità assume nel corso della storia"

## Florenskij nelle arti
- Quando la luce benevola si spense. Icona è uno spettacolo teatrale per la regia di Fabrizio Galatea liberamente ispirato al saggio Ikonostas del filosofo.
- Prozrenie. Son o Florenskom è un cortometraggio di Michail Rybakov del 1990 interamente dedicato a Pavel A. Florenskij.
- Ikonostas (Omaggio a Pavel Florenskij) è un brano per chitarra sola composto nel 2004 dal musicista, concertista e musicologo Angelo Gilardino.
- Pavel Florenskij. Fino alla fine è un testo teatrale di Marina Argenziano ispirato alla vita di Pavel A. Florenskij e alle sue lettere ed edito dalla casa editrice Irradiazioni, 2007.
- Istorija odnogo čuda. Bulgakov i Florenskij (2008) è un documentario biografico di A. Makeev sull'incontro tra Florenskij e Bulgakov.[20]
- Il musicista italiano Nicola Gelo ha dedicato la sua composizione Pietra Bianca – contenuta nell'album Vallée du Silence – a Pavel A. Florenskij.

## Opere tradotte in italiano
- La colonna e il fondamento della Verità. Saggio di teodicea ortodossa in dodici lettere, a cura di Elémire Zolla, traduzione di Pietro Modesto, Milano, Rusconi, 1974; a cura di Natalino Valentini, traduzione di P. Modesto riveduta, integrata e corretta da Rossella Zugan e Natalino Valentini, Cinisello Balsamo, Edizioni San Paolo, 2010; Introduzione di Roberto Revello, traduzione a cura di Emilia Sassi e Kira Mladič, Milano-Udine, Mimesi, 2012.
- Le porte regali. Saggio sull'icona, a cura di Elémire Zolla, Milano, Adelphi, 1977.
- La prospettiva rovesciata e altri scritti, traduzioni di Carla Muschio e Nicoletta Misler, Roma, Casa del Libro, 1983; Roma-Reggio Calabria, Gangemi, 1990.
- Attualità della parola. La lingua tra scienza e mito, traduzione di Maria Chiara Pesenti ed Elena Treu, Roma, Guerini e associati, 1989.
- Il sale della terra. Vita dello starec Isidoro, traduzione di Elena Treu, introduzione di Nina Kauchtschischwili, Magnano, Qiqajon, 1992.
- Lo spazio e il tempo nell'arte, a cura di Nicoletta Misler, Milano, Adelphi, 1995.
- Il cuore cherubico. Scritti teologici e mistici, a cura e con introduzione di Natalino Valentini e Lubomír Žák, traduzione di Rossella Zugan, Casale Monferrato, Piemme, 1999; nuova ed. riveduta e ampliata, Cinisello Balsamo, Edizioni San Paolo, 2014.
- Il significato dell'idealismo, a cura di Natalino Valentini, traduzione di Rossella Zugan, Milano, Rusconi, 1999.
- "Non dimenticatemi". Dal gulag staliniano le lettere alla moglie e ai figli del grande matematico, filosofo e sacerdote russo, a cura di Natalino Valentini e Lubomir Žák, traduzione di Giovanni Guaita e Leonid Charitonov, Milano, Mondadori, 2000; col titolo Vi penso sempre... Le lettere dal gulag del grande matematico, filosofo e sacerdote russo. Nuova ediz. con lettere inedite, Collana Oscar Saggi Baobab, Milano, Mondadori, 2024, ISBN 88-04-752-14-9.
- Il valore magico della parola, a cura di Graziano Lingua, Milano, Medusa, 2001.
- Ai miei figli. Memorie di giorni passati, a cura di Natalino Valentini e Lubomir Žák, traduzione di Claudia Zonghetti, Milano, Mondadori, 2003.
- Amleto, a cura dell'igumeno Andronik (A. S. Trubacev), edizione italiana a cura di Adriano Dell'Asta, traduzione di Sarah Zilio, Milano, Bompiani, 2004.
- (con Andrej Belyj), L'arte, il simbolo e Dio. Lettere sullo spirito russo, a cura di Giuseppina Giuliano, Milano, Medusa, 2004.
- La mistica e l'anima russa, a cura di Natalino Valentini e Lubomir Žák, traduzione di Claudia Zonghetti, Cinisello Balsamo, Edizioni San Paolo, 2006.
- Il simbolo e la forma. Scritti di filosofia della scienza, a cura di Natalino Valentini e Alexandre Gorelov, traduzione di Claudia Zonghetti, Torino, Bollati Boringhieri, 2007.
- Il concetto di chiesa nella Sacra Scrittura, a cura di Natalino Valentini e Lubomir Žák, traduzione di Claudia Zonghetti, Cinisello Balsamo, Edizioni San Paolo, 2008.
- Iconostasi. Saggio sull'icona, a cura di Giuseppina Giuliano, Milano, Medusa Edizioni, 2008.
- Stratificazioni. Scritti sull'arte e la tecnica, a cura di Nicoletta Misler, traduzione di Valentina Parisi, Reggio Emilia, Diabasis, 2008.
- Bellezza e liturgia. Scritti su Cristianesimo e cultura, a cura di Natalino Valentini, traduzione di Claudia Zonghetti, Milano, Mondadori, 2010.
- La concezione cristiana del mondo, a cura di Antonio Maccioni, Bologna, Pendragon, 2011.
- Stupore e dialettica, a cura di Natalino Valentini, traduzione di Claudia Zonghetti, Macerata, Quodlibet, 2011.
- Il significato dell'idealismo. La metafisica del genere e dello sguardo, a cura di Natalino Valentini, traduzione di Rossella Zugan, Milano, SE, 2012.
- L'amicizia, traduzione di Pietro Modesto, Roma, Castelvecchi, 2013. (contiene l'undicesima lettera contenuta in La colonna e il fondamento della verità)
- Realtà e mistero. Le radici universali dell'idealismo e la filosofia del nome, a cura di Natalino Valentini, traduzione di Claudia Zonghetti, Milano, SE, 2013.
- L'infinito nella conoscenza, a cura di Michele Di Salvo, Milano-Udine, Mimesis, 2014.
- Sulla superstizione e il miracolo, a cura di Natalino Valentini, traduzione di Claudia Zonghetti, Milano, SE, 2014.
- L'arte di educare, a cura di Natalino Valentini, Brescia, La scuola, 2015.
- La filosofia del culto. Saggio di antropodicea ortodossa, a cura di Natalino Valentini, traduzione di Leonardo Marcello Pignataro, Cinisello Balsamo, Edizioni San Paolo, 2016.
- Antonio del romanzo e Antonio della tradizione, a cura di Natalino Valentini, traduzione di Claudia Zonghetti, Roma, Edizioni degli animali, 2018.
- Simboli dell'Eternità. Meditazioni e preghiere, a cura di Aneza Žáková e Lubomir Žak, Roma, Lipa, 2020.
- La prospettiva rovesciata, a cura di Adriano Dell'Asta, Milano, Adelphi, 2020.
- Le porte regali. Saggio sull’icona, traduzione di Leonardo Marcello Pignataro, Milano, Adelphi, 2021.
- Gli immaginari in geometria. Estensione del dominio delle immagini bidimensionali nella geometria, traduzione di Anna Maiorova, Andrea Oppo e Massimiliano Spano, Collezione Eredità di Pavel Florenskij. Opere e Studi, Milano-Udine, Mimesis, 2021.
- Primi passi della filosofia. Lezioni sull'origine della filosofia occidentale, traduzione e cura di Andrea Dezi, Collezione Eredità di Pavel Florenskij. Opere e studi, Milano, Mimesis, 2021.
- Il canto dei liberi muratori. Una poesia di Pavel Florenskij, traduzione e introduzione di Cecilia Benassi. Munera 1/2024.
- Oro, a cura di Luigi Coco, Torino, Aragno, 2024, ISBN 88-93-803-20-8.